# Castellina Marittima
Castellina Marittima est une commune italienne de la province de Pise dans la région Toscane en Italie.

## Administration
| Période                                  | Période  | Identité         | Étiquette | Qualité |
| ---------------------------------------- | -------- | ---------------- | --------- | ------- |
| 14 juin 2004                             | En cours | Manolo Panicucci | civica    |         |
| Les données manquantes sont à compléter. |          |                  |           |         |

### Hameaux
Le badie, Castellina Marittima stazione, Spicciano

### Communes limitrophes
Cecina, Chianni, Riparbella, Rosignano Marittimo, Santa Luce